# Minibombe et Minijupes
Pour plus de détails, voir Fiche technique et Distribution.
Minibombe et Minijupes (Finders Keepers) est une comédie musicale britannique réalisée par Sidney Hayers et sortie en 1966.

## Fiche technique
- Titre original : Minibombe et Minijupes[1]
- Titre britannique : Finders Keepers
- Réalisateur : Sidney Hayers
- Scénario : Michael Pertwee
- Photographie : Alan Hume
- Montage : Tristam Cones
- Musique : Bernard Ebbinghouse
- Production : George H. Brown
- Société de production : George H. Brown Productions, United Artists
- Pays de production :  Royaume-Uni
- Langue originale : anglais
- Format : Couleur par Eastmancolor - 1,66:1 - Son mono - 35 mm
- Durée : 94 minutes
- Genre : Comédie et film musical
- Dates de sortie :
  - Royaume-Uni : 8 décembre 1966
  - France : 23 août 1968

## Distribution
- Cliff Richard : Cliff
- Hank Marvin : Lui-même (membre des Shadows)
- Bruce Welch : Lui-même (membre des Shadows)
- Brian Bennett : Lui-même (membre des Shadows)
- John Rostill : Lui-même (membre des Shadows)
- Robert Morley : Colonel Roberts
- Viviane Ventura : Emilia
- Peggy Mount : Mme Bragg
- Graham Stark : Burke
- John Le Mesurier : M. X
- Ellen Pollock : La grand-mère
- Ernest Clark : Le lieutenant général (Air marshal en VO)
- Burnell Tucker : Le pilote
- George Roderick : Le prêtre
- Bill Mitchell : Le soldat américain
- Robert Hutton : Le commandeur (Commander en VO)